# Mirjam de Joode
Mirjam de Joode (december 1980) is een Nederlands langebaanschaatsster.
Tussen 1999 en 2002 nam De Joode meermaals deel aan de NK Allround, NK Afstanden en in 2002 aan het NK Sprint.
In 2008 trouwde De Joode met schaatser Eric Zachrisson.

## Records

### Persoonlijke records[2]
| Afstand    | Tijd    | Datum            | Baan       |
| ---------- | ------- | ---------------- | ---------- |
| 500 meter  | 41,14   | 28 december 2000 | Heerenveen |
| 1000 meter | 1.21,56 | 22 december 2001 | Heerenveen |
| 1500 meter | 2.04,31 | 29 december 2000 | Heerenveen |
| 3000 meter | 4.23,91 | 28 december 2000 | Heerenveen |
| 5000 meter | 8.17,49 | 14 februari 1999 | Groningen  |